# Az Amerikai Egyesült Államok az 1924. évi téli olimpiai játékokon
Az Amerikai Egyesült Államok a franciaországi Chamonix-ban megrendezett 1924. évi téli olimpiai játékok egyik részt vevő nemzete volt. Az országot az olimpián 6 sportágban 24 sportoló képviselte, akik összesen 4 érmet szereztek.

## Érmesek
| Érem  | Versenyző | Sportág        | Versenyszám        |
| ----- | --- | -------------- | ------------------ |
| Arany | Charles Jewtraw | Gyorskorcsolya | Férfi 500 m        |
| Ezüst | Nemzeti válogatott Taffy Abel Herbert Drury Alphonse Lacroix John Langley John Lyons Justin McCarthy Willard Rice Irving Small Frank Synott | Jégkorong      | Férfi              |
| Ezüst | Beatrix Loughran | Műkorcsolya    | Női egyéni         |
| Bronz | Anders Haugen | Síugrás        | Egyéni, normálsánc |

## Északi összetett
| Versenyző      | Sífutás | Sífutás | Sífutás | Síugrás        | Síugrás        | Síugrás        | Síugrás        | Síugrás | Síugrás | Összesítés | Összesítés |
| Versenyző      | Sífutás | Sífutás | Sífutás | 1. ugrás       | 1. ugrás       | 2. ugrás       | 2. ugrás       | Össz.   | Össz.   | Összesítés | Összesítés |
| Versenyző      | Idő     | Pont    | Hely.   | Távolság       | Pont           | Távolság       | Pont           | Pont    | Hely.   | Pont       | Helyezés   |
| -------------- | ------- | ------- | ------- | -------------- | -------------- | -------------- | -------------- | ------- | ------- | ---------- | ---------- |
| John Carleton  | 1:45:49 | 4,375   | 23.     | nem ért célba~ | nem ért célba~ | nem ért célba~ | nem ért célba~ | 5,833   | 24.     | 5,104      | 22.        |
| Anders Haugen  | 1:55:04 | 0,000   | 25.*    | nem ért célba~ | nem ért célba~ | 46,0           | 17,333         | 11,500  | 21.     | 5,750      | 21.        |
| Ragnar Omtvedt | 2:05:03 | 0,000   | 25.*    | nem ért célba~ | nem ért célba~ | nem ért célba~ | nem ért célba~ | 0,000   | 25.     | 0,000      | 23.        |
| Sigurd Overby  | 1:34:56 | 9,875   | 12.     | 40,0           | 14,500         | 39,5           | 14,625         | 14,562  | 12.     | 12,219     | 11.*       |

* - egy másik versenyzővel azonos eredményt ért el

~ - az ugrás során elesett

## Gyorskorcsolya
| Versenyző        | Versenyszám | Eredmény | Helyezés |
| ---------------- | ----------- | -------- | -------- |
| Valentine Bialas | 5000 m      | 8:55,0   | 6.       |
| Valentine Bialas | 10 000 m    | 18:34,0  | 8.       |
| Richard Donovan  | 5000 m      | 9:05,6   | 8.       |
| Richard Donovan  | 10 000 m    | 18:57,0  | 9.       |
| Charles Jewtraw  | 500 m       | 44,0     |          |
| Charles Jewtraw  | 1500 m      | 2:31,6   | 8.*      |
| Charles Jewtraw  | 5000 m      | 9:27,0   | 13.      |
| Harry Kaskey     | 500 m       | 47,0     | 12.      |
| Harry Kaskey     | 1500 m      | 2:29,8   | 7.       |
| Harry Kaskey     | 10 000 m    | 19:45,2  | 13.      |
| Joe Moore        | 500 m       | 45,6     | 8.*      |
| Joe Moore        | 1500 m      | 2:31,6   | 8.*      |
| Joe Moore        | 10 000 m    | 19:36,2  | 12.      |
| Bill Steinmetz   | 500 m       | 47,8     | 14.      |
| Bill Steinmetz   | 1500 m      | 2:36,0   | 12.      |
| Bill Steinmetz   | 5000 m      | 9:35,0   | 14.      |

* - egy másik versenyzővel azonos eredményt ért el

## Jégkorong
| Amerikai férfi jégkorongcsapat-játékoskeret                                 | Amerikai férfi jégkorongcsapat-játékoskeret                    |
| --------------------------------------------------------------------------- | -------------------------------------------------------------- |
| - Taffy Abel - Herbert Drury - Alphonse Lacroix - John Langley - John Lyons | - Justin McCarthy - Willard Rice - Irving Small - Frank Synott |

### Eredmények
Csoportkör
B csoport
| Csapat           | M | Gy | D | V | G+ | G– | Gk  | P |
| ---------------- | - | -- | - | - | -- | -- | --- | - |
| Egyesült Államok | 3 | 3  | 0 | 0 | 52 | 0  | +52 | 6 |
| Nagy-Britannia   | 3 | 2  | 0 | 1 | 34 | 16 | +18 | 4 |
| Franciaország    | 3 | 1  | 0 | 2 | 9  | 42 | –33 | 2 |
| Belgium          | 3 | 0  | 0 | 3 | 7  | 44 | –37 | 0 |

| 1924. január 28. | Egyesült Államok (USA) | 19 – 0 (9–0, 6–0, 4–0) | Belgium | Chamonix |

|  |  |  |  |  |
|  |  |  |  |  |
|  |  |  |  |  |
|  |  |  |  |  |

| 1924. január 30. | Franciaország (FRA) | 0 – 22 (0–12, 0–1, 0–9) | Egyesült Államok | Chamonix |

|  |  |  |  |  |
|  |  |  |  |  |
|  |  |  |  |  |
|  |  |  |  |  |

| 1924. január 31. | Egyesült Államok (USA) | 11 – 0 (6–0, 2–0, 3–0) | Nagy-Britannia | Chamonix |

|  |  |  |  |  |
|  |  |  |  |  |
|  |  |  |  |  |
|  |  |  |  |  |

Négyes döntő
| 1924. február 1. | Egyesült Államok (USA) | 20 – 0 (5–0, 7–0, 8–0) | Svédország | Chamonix |

|  |  |  |  |  |
|  |  |  |  |  |
|  |  |  |  |  |
|  |  |  |  |  |

| 1924. február 2. | Kanada (CAN) | 6 – 1 (2–1, 3–0, 1–0) | Egyesült Államok | Chamonix |

|  |  |  |  |  |
|  |  |  |  |  |
|  |  |  |  |  |
|  |  |  |  |  |

Végeredmény
A táblázat tartalmazza
- az A csoportban lejátszott Kanada – Svédország 22–0-s,
- a B csoportban lejátszott Egyesült Államok – Nagy-Britannia 11–0-s eredményt is.

| Csapat           | M | Gy | D | V | G+ | G– | Gk  | P |
| ---------------- | - | -- | - | - | -- | -- | --- | - |
| Kanada           | 3 | 3  | 0 | 0 | 47 | 3  | +44 | 6 |
| Egyesült Államok | 3 | 2  | 0 | 1 | 32 | 6  | +26 | 4 |
| Nagy-Britannia   | 3 | 1  | 0 | 2 | 6  | 33 | –27 | 2 |
| Svédország       | 3 | 0  | 0 | 3 | 3  | 46 | –43 | 0 |

| Csapat           | Helyezés |
| ---------------- | -------- |
| Egyesült Államok |          |

## Műkorcsolya
| Versenyző                         | Versenyszám  | Kötelező elemek   | Kötelező elemek | Kűr               | Kűr   | Összesítés                     | Összesítés                     | Összesítés                     | Összesítés                     | Összesítés                     | Összesítés                     | Összesítés                     | Összesítés        | Összesítés  | Összesítés | Összesítés |
| Versenyző                         | Versenyszám  | Kötelező elemek   | Kötelező elemek | Kűr               | Kűr   | Helyezési pontszámok bírónként | Helyezési pontszámok bírónként | Helyezési pontszámok bírónként | Helyezési pontszámok bírónként | Helyezési pontszámok bírónként | Helyezési pontszámok bírónként | Helyezési pontszámok bírónként | Több. hely. száma | Hely. össz. | Pont       | Helyezés   |
| Versenyző                         | Versenyszám  | Több. hely. száma | Hely.           | Több. hely. száma | Hely. | 1                              | 2                              | 3                              | 4                              | 5                              | 6                              | 7                              | Több. hely. száma | Hely. össz. | Pont       | Helyezés   |
| --------------------------------- | ------------ | ----------------- | --------------- | ----------------- | ----- | ------------------------------ | ------------------------------ | ------------------------------ | ------------------------------ | ------------------------------ | ------------------------------ | ------------------------------ | ----------------- | ----------- | ---------- | ---------- |
| Nathaniel Niles                   | Férfi egyéni | 5×4+              | 4.              | 6×9+              | 9.    | 7,0                            | 6,0                            | 9,0                            | 5,0                            | 7,0                            | 6,0                            | 6,0                            | 4×6+              | 46,0        | 1921,25    | 6.         |
| Beatrix Loughran                  | Női egyéni   | 7×2+              | 2.              | 6×4+              | 3.    | 2,0                            | 2,0                            | 2,0                            | 2,0                            | 2,0                            | 2,0                            | 2,0                            | 7×2+              | 14,0        | 1959,00    |            |
| Theresa Blanchard                 | Női egyéni   | 7×4+              | 4.              | 4×4+              | 4.    | 3,0                            | 4,0                            | 4,0                            | 3,0                            | 5,0                            | 5,0                            | 3,0                            | 5×4+              | 27,0        | 1746,75    | 4.         |
| Theresa Blanchard Nathaniel Niles | Páros        |                   |                 |                   |       | 5,0                            | 5,0                            | 5,0                            | 6,0                            | 5,5                            | 5,5                            | 7,0                            | 6×6+              | 39,0        | 63,50      | 6.         |

## Sífutás
| Versenyző      | Versenyszám | Eredmény  | Helyezés |
| -------------- | ----------- | --------- | -------- |
| John Carleton  | 18 km       | 1:45:49,8 | 30.      |
| Anders Haugen  | 18 km       | 1:55:04,2 | 33.      |
| Ragnar Omtvedt | 18 km       | 2:05:03,0 | 35.      |
| Sigurd Overby  | 18 km       | 1:34:56,0 | 19.      |

## Síugrás
| Versenyző      | 1. ugrás | 1. ugrás | 1. ugrás | 2. ugrás | 2. ugrás | 2. ugrás | Összesítés | Összesítés |
| Versenyző      | Távolság | Pont     | Hely.    | Távolság | Pont     | Hely.    | Pont       | Helyezés   |
| -------------- | -------- | -------- | -------- | -------- | -------- | -------- | ---------- | ---------- |
| Harry Lien     | 40,0     | 15,333   | 16.      | 41,5     | 14,502   | 17.      | 14,918     | 16.        |
| Lemoine Batson | 43,5     | 16,208   | 13.      | 42,5     | 16,192   | 14.      | 16,200     | 14.        |
| Anders Haugen  | 44,0     | 18,333   | 3.       | 44,5     | 17,500   | 5.       | 17,917     |            |